# Борисов, Алексей Александрович
Алексей Александрович Борисов (1904 — 1980) — инженер. советский хозяйственный деятель. Лауреат Сталинской премии.

## Биография
Родился в 1904 году. Член КПСС. Образование высшее. В 1926 году поступил на кораблестроительный факультет Ленинградского политехнического института. В связи с реорганизацией Высшей школы в 1930 году кораблестроительный факультет был преобразован в самостоятельный ВУЗ. Таким образом А.А. Борисов в 1931 г. стал выпускником Ленинградского кораблестроительного института
С 1930 года работал техником, инженером в объединении «Проектверфь». С 1932 года — главный инженер проекта. Руководил реконструкцией ряда действующих заводов, а также проектированием нового крупнейшего в СССР Мариупольского судостроительного завода.
В 1936—1938 годы — инженер-проектировщик нового Северного судостроительного завода в п. Судоствой (будущий Северодвинск).
В 1938—1946 годы — ответработник центрального аппарата Народного комиссариата судостроительной промышленности СССР, в 1946 году преобразованного в Министерство судостроения СССР.
С 1946 по 1947 год — заместитель главного инженера ГСПИ-2 (бывшее объединение «Проектверфь»)
В 1947—1950 годы — главный инженер Главного управления капитального строительства Министерства судостроительной промышленности.
В 1950—1953 годы — заместитель главного инженера ГСПИ-2. Руководитель проекта судостроительного завода на Дальнем Востоке («Звезда»).
В 1953—1966 годы — главный инженер ГСПИ-2 (с 1958 г. ГСПИ «Союзпроектверфь»).
С 1966 г. на пенсии.
Умер в 1980 году.

## Награды
За работу в области кораблестроения был в составе коллектива удостоен Сталинской премии за выдающиеся изобретения и коренные усовершенствования методов производственной работы (1950).
Награждён тремя орденами Трудового Красного Знамени.

## Сочинения
Автор воспоминаний:
- История проектирования и строительства Северного машиностроительного предприятия в городе Северодвинске: воспоминания / А. А. Борисов ; [сост., авт. послесл. Л. А. Межеричер]. - Санкт-Петербург: Союзпроектверфь: ФГУП "ЦНИИ ТС", 2008. - 66 с.: ил.; 21 см 50 экз.